# Chéreng
Chéreng [ʃeʁɑ̃] est une commune française, située dans le département du Nord (59) en région Hauts-de-France. Elle fait partie de la Métropole européenne de Lille.

## Géographie

### Situation
La commune se situe dans la Pévèle, la campagne assez « aisée », située à l'est  de Lille. Elle bénéficie de nombreux accès par les autoroutes, A1, A27, A25, reliant la ville à Paris, Gand, Anvers, Bruxelles. Chéreng bénéficie aussi de la proximité de la métropole lilloise, avec écoles, collèges, universités, structures commerciales et culturelles dans les communes environnantes. Appartenant à la sphère urbaine de l'agglomération lilloise, elle bénéficie de l'effet de rurbanisation.

### Communes limitrophes
| Villeneuve-d'Ascq (par un quadripoint), Tressin | Willems |          |
| Anstaing                                        | Chéreng | Baisieux |
|                                                 | Gruson  |          |

### Environnement

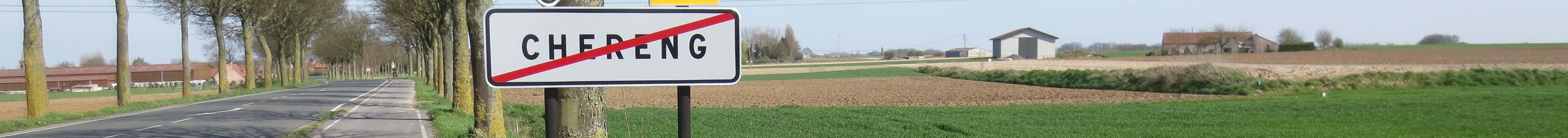
Vue panoramique de Chereng

Durant l'été 2009, la ville a innové en s'équipant d'un camion benne hippomobile écologique, contribuant ainsi au sauvetage des chevaux de la race Trait du Nord en leur retrouvant une utilité. La jument nommée Olive participe également aux festivités du village dont le carnaval et les festivités du 14 juillet, fête nationale française.

### Hydrographie

#### Réseau hydrographique
La commune est située dans le bassin Artois-Picardie. Elle est drainée par la Marque,.
La Marque, d'une longueur de 32 km, prend sa source dans la commune de Thumeries et se jette  dans le canal de Roubaix à Wasquehal, après avoir traversé 25 communes. Les caractéristiques hydrologiques de la Marque sont données par la station hydrologique située sur la commune. Le débit moyen mensuel est de 0,836 m3/s. Le débit moyen journalier maximum est de 12,714 décembre 196 610,8 m3/s, atteint le 4 mars 2024.

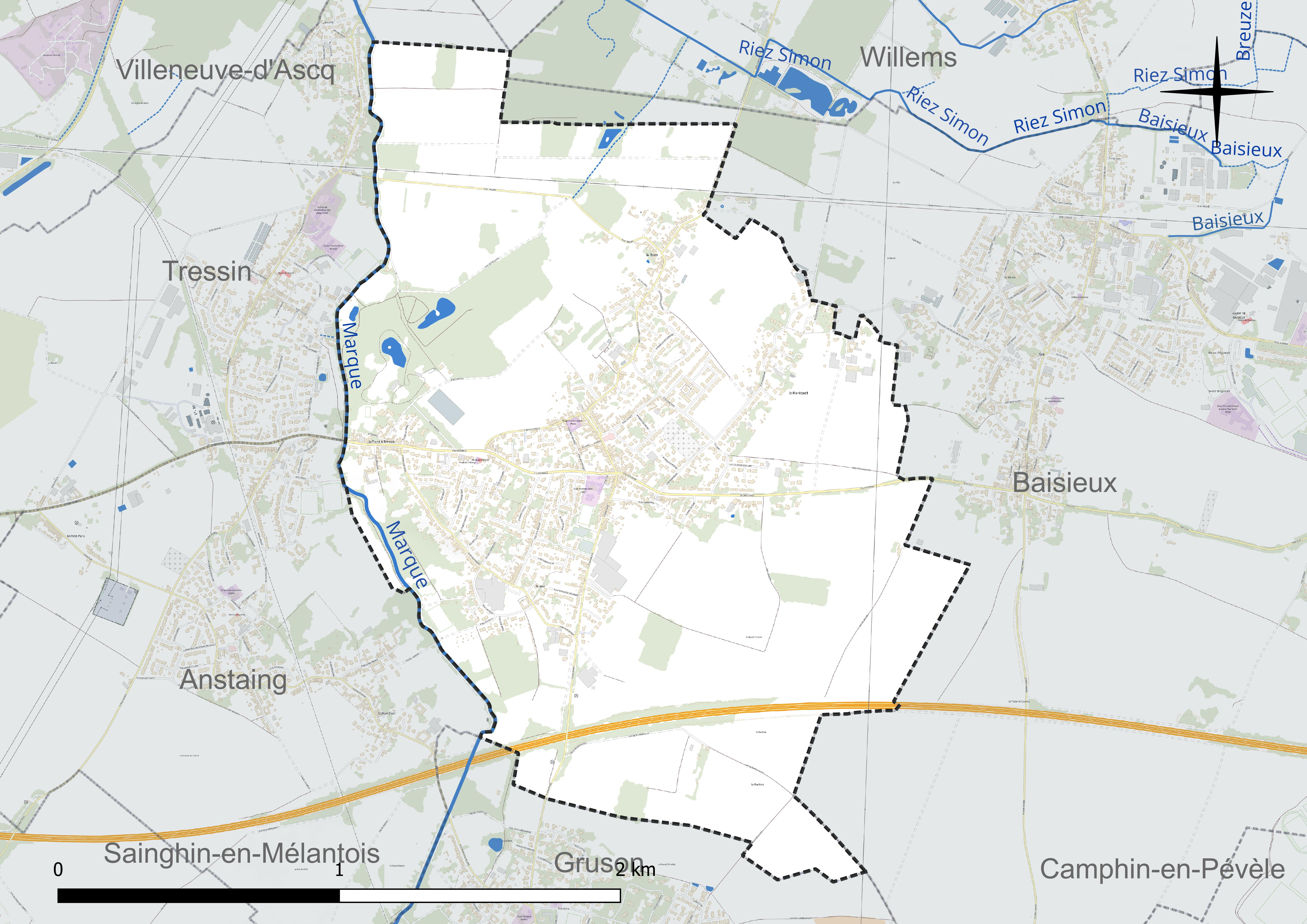
Réseau hydrographique de Chéreng.

#### Gestion et qualité des eaux
Le territoire communal est couvert par le schéma d'aménagement et de gestion des eaux (SAGE) « Marque Deûle ». Ce document de planification concerne un territoire de 1 120 km2 de superficie, délimité par les bassins versants de la Marque et de la Deûle, formant une vaste cuvette sédimentaire de 40 km de long et de 25 km de large, où la pente est très faible. Le périmètre a été arrêté le 2 décembre 2005 et le SAGE proprement dit a été approuvé le 9 mars 2020. La structure porteuse de l'élaboration et de la mise en œuvre est la Métropole européenne de Lille. 
La qualité des cours d'eau peut être consultée sur un site dédié géré par les agences de l'eau et l'Agence française pour la biodiversité. 

### Climat
Pour des articles plus généraux, voir Climat des Hauts-de-France et Climat du Nord.
En 2010, le climat de la commune est de type climat océanique dégradé des plaines du Centre et du Nord, selon une étude du CNRS s'appuyant sur une série de données couvrant la période 1971-2000. En 2020, Météo-France publie une typologie des climats de la France métropolitaine dans laquelle la commune est exposée à un climat océanique et est dans la région climatique  Nord-est du bassin Parisien, caractérisée par un ensoleillement médiocre, une pluviométrie moyenne régulièrement répartie au cours de l'année et un hiver froid (3 °C). 
Pour la période 1971-2000, la température annuelle moyenne est de 10,6 °C, avec une amplitude thermique annuelle de 14,3 °C. Le cumul annuel moyen de précipitations est de 689 mm, avec 11,5 jours de précipitations en janvier et 9 jours en juillet. Pour la période 1991-2020, la température moyenne annuelle observée sur la station météorologique la plus proche, située sur la commune de Lesquin à 7 km à vol d'oiseau, est de 11,3 °C et le cumul annuel moyen de précipitations est de 740,0 mm,. Pour l'avenir, les paramètres climatiques de la commune estimés pour 2050 selon différents scénarios d'émission de gaz à effet de serre sont consultables sur un site dédié publié par Météo-France en novembre 2022.

## Urbanisme

### Typologie
Au 1er janvier 2024, Chéreng est catégorisée ceinture urbaine, selon la nouvelle grille communale de densité à sept niveaux définie par l'Insee en 2022.
Elle appartient à l'unité urbaine de Lille (partie française), une agglomération internationale regroupant 60  communes, dont elle est une commune de la banlieue,,. Par ailleurs la commune fait partie de l'aire d'attraction de Lille (partie française), dont elle est une commune de la couronne,. Cette aire, qui regroupe 201 communes, est catégorisée dans les aires de 700 000 habitants ou plus (hors Paris),.

### Occupation des sols
L'occupation des sols de la commune, telle qu'elle ressort de la base de données européenne d'occupation biophysique des sols Corine Land Cover (CLC), est marquée par l'importance des territoires agricoles (66,6 % en 2018), en diminution par rapport à 1990 (69,6 %). La répartition détaillée en 2018 est la suivante : 
terres arables (37,3 %), prairies (29,2 %), zones urbanisées (27,5 %), forêts (5,9 %). L'évolution de l'occupation des sols de la commune et de ses infrastructures peut être observée sur les différentes représentations cartographiques du territoire : la carte de Cassini (XVIIIe siècle), la carte d'état-major (1820-1866) et les cartes ou photos aériennes de l'IGN pour la période actuelle (1950 à aujourd'hui).

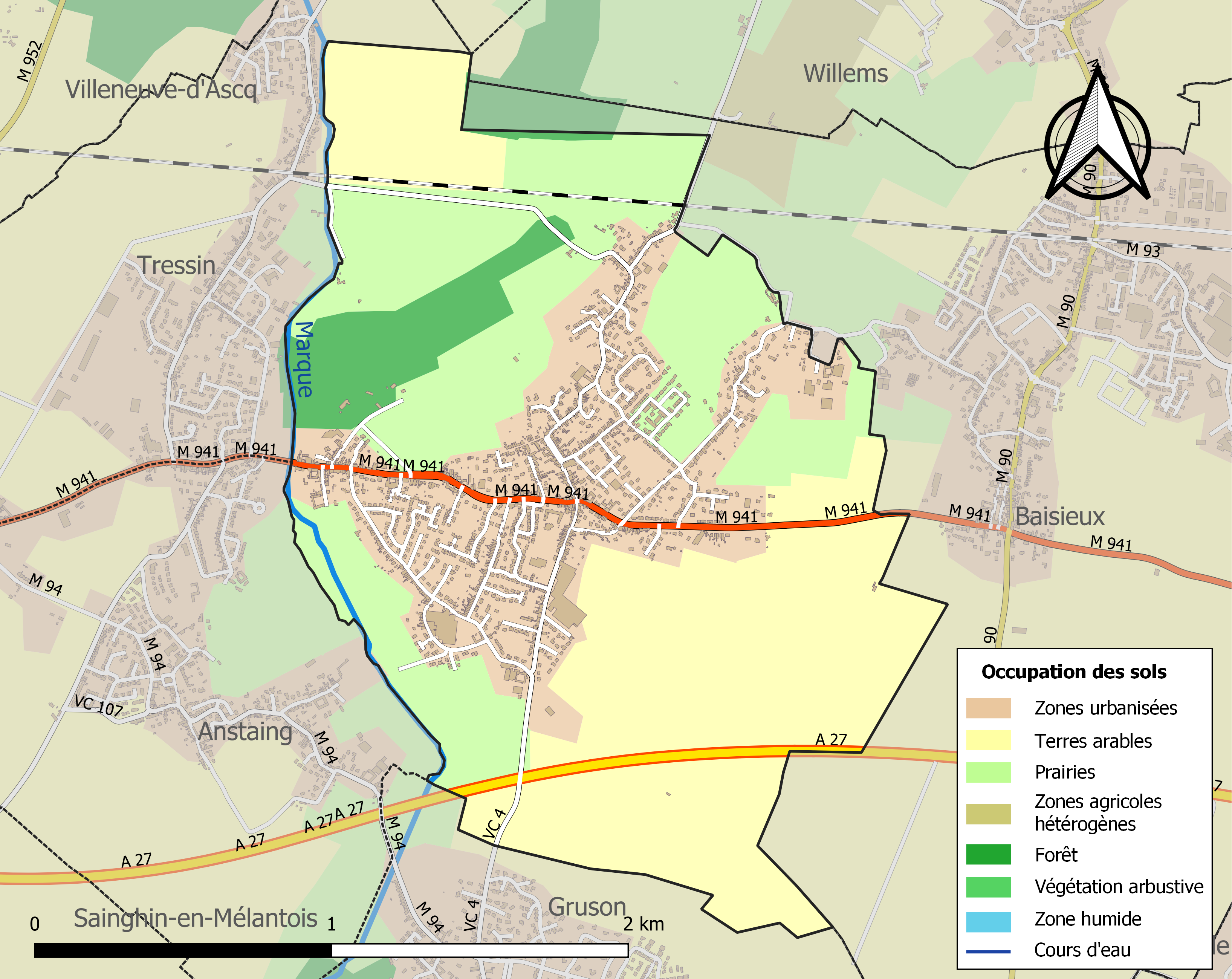
Carte des infrastructures et de l'occupation des sols de la commune en 2018 (CLC).

### Voies de communication et transports
La commune est desservie, en 2023, par les lignes 66, 72 et 73 ainsi que par la ligne de transport à la demande 20R du réseau Ilévia.

## Histoire
Sans prétendre faire remonter ce village à une très haute antiquité, il est certain[réf. nécessaire] qu'il partage, vu sa position, les origines de Pont-à-Tressin. Dans un titre de l'abbaye de Cysoing cité par le savant Mirœus, ce lieu se nomme Ceren en 1164. Une charte de ce même monastère de 1195 lui donne le nom de Cheren. En 1261, un cartulaire de Loos l'appelle Chérench qui devient Chierench en 1325, selon un manuscrit de saint Nicolas de Lille.
L'autel de Chéreng est donné, dès 1145, à l'abbaye par Honorins[réf. nécessaire], évêque de Tournai, et sa première forme lui vient précisément de la confirmation de cette donation faite par Gérard, successeur d'Honorins[réf. nécessaire].
Selon Legroux[Qui ?], « Comme Philippe de Valois, roi de France, était passé le pont en 1340, il s'est donné en ce lieu des escarmouches de temps en temps entre quelques détachements et celle des Anglais, Liégeois et Flamands ». Selon Buzelin, « Dans cette partie de la Pévèle, dit-il, où coule la Marque, se trouve Chéreng. C'est là qu'on voit le pont de Chéreng, vulgairement le Pont-à-Tressin, si fréquenté par ceux qui vont à Lille ou à Tournay. »
Lorsqu'en 1340, Philippe de Valois campe à Bouvines avec son armée, à deux fois les Anglais et les Flamands firent une attaque par ce pont. Ils veulent repousser au-delà de la Marque l'arrière-garde du camp français. À deux reprises, ce pont est le théâtre de combats intenses. Les soldats du Hainaut en tête, presque tous nobles et de bonne maison, profitant d'une nuit obscure, passent par là et surprennent à l'improviste les troupes du roi de Bohème et de l'évêque de Liège. Mais Rodernaque[Qui ?], homme d'illustre naissance, revenant de garde avec ses soldats, les aperçoit et les attaque vivement. Il en tue un tel nombre que le reste doit reculer de l'autre côté du pont. Ceux-là sont presque tous tués parce que les Liégeois qui viennent de fourrager attaquent le flanc des fuyards. Quelques nobles allemands ont peu après plus de chance : ils traversent le pont en plus grand nombre pour attaquer les Français, suivis par Jean de Hainaut et un certain nombre de chevaliers flamands. Ils laissent, pour s'assurer le passage du pont, une petite arrière-garde. Alors, ils provoquent Charles de Montmorency et le marquis de Saulieu par une ruse de guerre, feignant la crainte et la fuite, ils attirent Charles de Montgomery près du Pont et défont son armée.
En 1427, Louis XI envoie des forces pour défendre Tournai et le village est occupé militairement. La ville de Tournai est alors assiégée par Adolphe d'Egmont, duc de Gueldres, qui sera tué dans une sortie.
En 1521, le comte de Massau, commandant l'armée de l'empereur Charles Quint, arrive avec les Espagnols pour conquérir la capitale du Tournaisis. Les rives de la Marque reçoivent la visite des soldats, et le pont, l'un des quatre du Mélantois, reçoit des troupes pour le garder. Les hérétiques, pas plus que les soldats, ne se feront faute d'y laisser des traces de leur passage en 1566. Ils avaient commis de si grands désordres à Tournai, qu'ils ne peuvent pas négliger de pousser leur course jusqu'à Chéreng.
Denis Chemin, ministre et chef des Gueux en 1566, est le fils du maréchal de Chéreng. Au mois de décembre arrive un pauvre homme de la ville de Lille pour voir le camp des Gueux situé près des ruines de l'abbaye de Saint-Maur. Pris pour un espion et interrogé sur ce qu'il vient faire, il ne sait que répondre. Denis Chemin le condamne à être pendu à la fenêtre de sa chambre. Quand il monte à l'échelle, le prédicant lui demande s'il veut être Gueux, ce qu'il lui sauverait la vie. Il répond « oui ». Mais les autres Gueux craignant qu'il ne reste papiste souhaitent le tuer. Le condamné s'adresse à Dieu et à la Vierge, et meurt sans autre cause de condamnation qu'une lettre de son curé qu'il porte sur lui.

### Louis XIV et la conquête de la Flandre

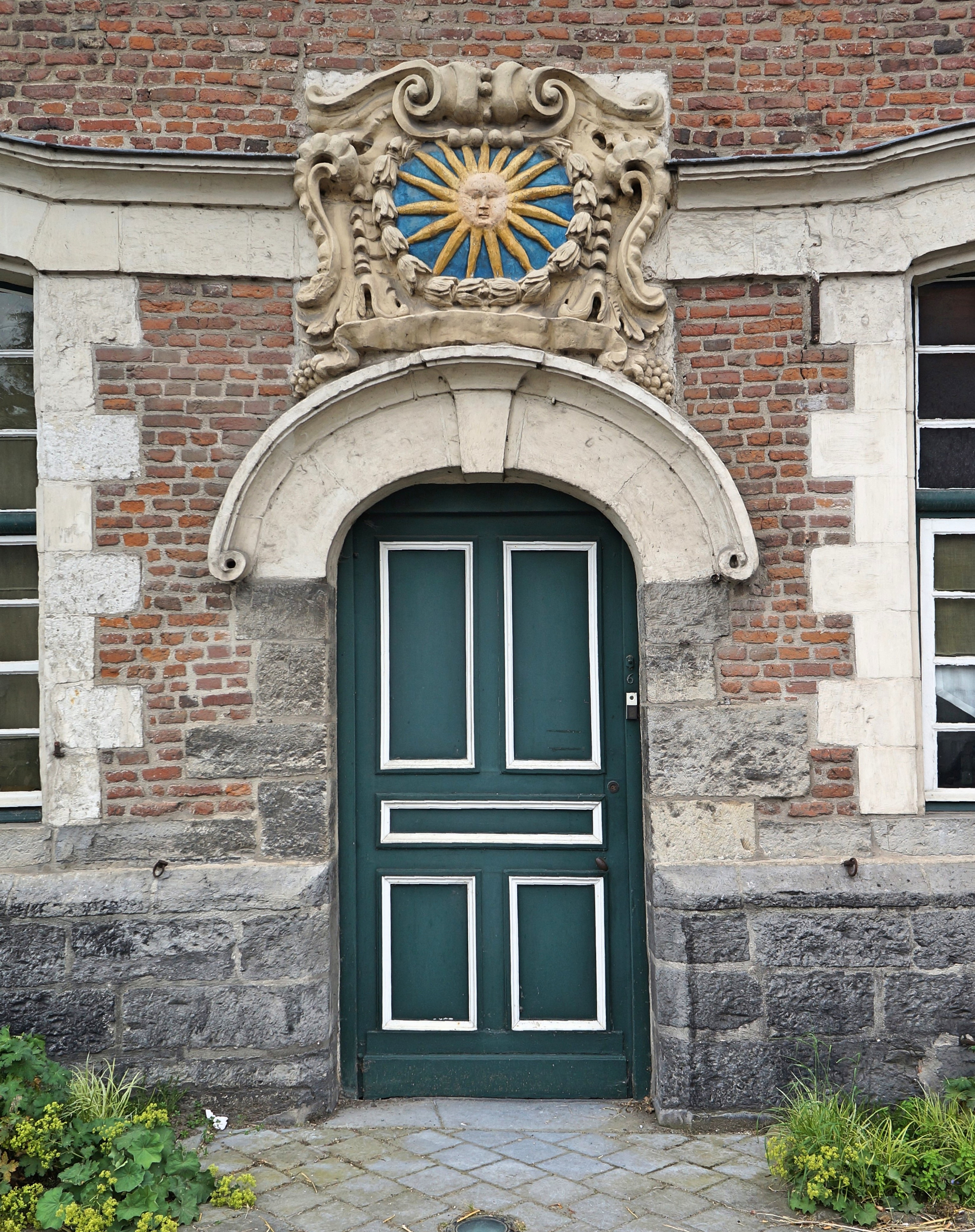
Portail de l'ancien relais de Poste Royale (la Hamaide) à Chéreng.

Le roi Louis XIV médite la conquête de la Flandre et force Tournai à capituler, le 26 juin 1667. Le maréchal d'Aumont, un de ses généraux, profite de la commodité de la rivière et parvient à Pont-à-Tressin. Le roi fait élever en 1670, à Tournai, une citadelle et met en réquisition tous les habitants d'alentour qui par le fruit de leur travail collectif achèvent l'édifice en huit jours[réf. nécessaire]
Michel Ange de Vuœrden, vicomte de Langle, est natif de Chéreng. Il fait imprimer en 1684 un journal historique pour servir à l'histoire de Louis le Grand, et a composé le livre intitulé : Annales bellici et triumphalis Ludovici Magni, Francia et Navarrœ régis ». Il est enterré à Chéreng en 1699. Un de ses descendants, le baron de Vuœrden, devient seigneur de Chéreng.
Les armées du roi s'essoufflent. En 1708, Lille succombe, malgré Boufflers, sous les efforts du Prince Eugène. L'année suivante, les environs de Chéreng accueillent l'armée des alliés commandée par Eugène de Savoie et le duc de Malborough qui, n'ayant pu attaquer celle des Français, conduite par le maréchal de Villars, viennent assiéger Tournai. La ville se rend après une courte résistance.
En 1712, l'armée d'Angleterre et celle des Impériaux campent à Chéreng. Ils y attendent l'entrée en campagne pendant trois à quatre mois. C'est dans les environs de Baisieux, de Camphin et de Chéreng que le Prince Eugène de Savoie, généralissime des armées coalisées, fait passer une grande revue à ses troupes.
Arrivent le roi Louis XV et la bataille de Fontenoy. Aussi le 26 avril 1745, les Français reviennent sur Tournai, et les habitants du village ont pour voisin et pour quelque temps, le roi de France avec le Dauphin, son fils unique. Fontenoy n'a de cause que le désir des Alliés de sauver la ville de Tournai menacée. Elle se divise non loin d'Antoing[Où ?]. Le village vibre au bruit du canon : la mêlée sanglante fait quelque 20 000 morts. Les habitants du village secourent les blessés et enterrent les morts. Les soldats, vainqueurs ou vaincus, s'éparpillent sur les routes et meurent souvent à côté d'une porte hospitalière[réf. nécessaire].
Jacques-Augustin Imbert (1754-1830) est le dernier seigneur de Chéreng. Fils de Jacques-Ignace-Joseph, seigneur de Melle et de Catherine-Thérèse-Joseph Claron, il est baptisé à Lille le 28 juin 1754, devient bourgeois de Lille le 4 février 1778, conseiller contrôleur des États de Lille, anobli par lettres données à Versailles en décembre 1775, lieutenant des maréchaux de France. Il meurt à Cambrai le 28 décembre 1830. Il épouse à Lille le 13 mai 1777 Catherine-Constance Lambelin, baptisée à Lille le 7 juillet 1755, fille d'Albert-Constant-Joseph, seigneur de Beaulieu, bourgeois de Lille, lieutenant particulier civil et criminle de la gouvernance de Lille, et de Marie-Catherine-Florence Taviel.

### Période contemporaine
À la Révolution française, l'église est vendue comme propriété nationale et rachetée par onze particuliers, qui en font don à la commune en 1794. Le village est choisi pour être le point de mire des généraux alliés. Le duc d'York occupe le Pont-à-Tressin. Il a pour antagoniste le général Bonneau. Les Français ne luttent pas contre les ennemis à armes égales. Ils ont à surveiller les avant-postes et ont plus à craindre encore de la trahison. Un sieur Coupleur de Pont-à-Tressin est arrêté et livré aux tribunaux pour avoir, en qualité d'espion, fait égarer une troupe française de grand-garde.

## Héraldique
|  | Les armes de Chéreng se blasonnent ainsi :"De gueules au chef d'or, chargé d'un lion de sable". |

## Politique et administration

### Liste des maires
| Période                                  | Période                | Identité                              | Étiquette | Qualité                                                                                 |
| ---------------------------------------- | ---------------------- | ------------------------------------- | --------- | --------------------------------------------------------------------------------------- |
| février 1790                             | 1792                   | Laurent-Joseph Plancq (1735-1818)     |           |                                                                                         |
| 1792                                     |                        | Amand-Joseph Thieffry (1755-1804)     |           | Laboureur et marchand de fil                                                            |
|                                          |                        | Pierre-François Wauquier              |           |                                                                                         |
| février 1800                             | janvier 1801           | Isidore-Joseph Delannoy               |           | Cultivateur puis hulier                                                                 |
| janvier 1801                             | juillet 1806           | Charles-Joseph Castel (1753-1811)     |           |                                                                                         |
| juillet 1806                             | décembre 1831          | Théodore-Joseph Stien                 |           | Laboureur                                                                               |
| décembre 1831                            | septembre 1840         | Louis Quint                           |           |                                                                                         |
| septembre 1840                           | avril 1854 (démission) | Louis-Désiré-Joseph Bouchery          |           | Nommé maire par décret préfectoral                                                      |
| avril 1854                               | janvier 1910           | Jules-Clotaire Duquennoy, (1824-1910) |           |                                                                                         |
| février 1910                             | mai 1929               | Romain Lepers-Duquennoy (1857-1929)   | Libéral   | Fabricant de toiles Conseiller d'arrondissement (1907 → 1919)                           |
| mai 1929                                 |                        | Pierre Lepers-Crespel                 |           |                                                                                         |
| Les données manquantes sont à compléter. |                        |                                       |           |                                                                                         |
| mars 1977                                | mars 2008              | Henri Eeckhout (1938-2019)            | PS        | Professeur de collège retraité, maire honoraire (2011) Chevalier des Palmes académiques |
| mars 2008                                | En cours               | Pascal Zoute                          | DVD       | Fonctionnaire territorial Réélu pour le mandat 2020-2026                                |

### Instances judiciaires et administratives
La commune relève du tribunal d'instance de Lille, du tribunal de grande instance de Lille, de la cour d'appel de Douai, du tribunal pour enfants de Lille, du tribunal de commerce de Tourcoing, du tribunal administratif de Lille et de la cour administrative d'appel de Douai.

## Population et société

### Démographie

#### Évolution démographique
L'évolution du nombre d'habitants est connue à travers les recensements de la population effectués dans la commune depuis 1793. Pour les communes de moins de 10 000 habitants, une enquête de recensement portant sur toute la population est réalisée tous les cinq ans, les populations de référence des années intermédiaires étant quant à elles estimées par interpolation ou extrapolation. Pour la commune, le premier recensement exhaustif entrant dans le cadre du nouveau dispositif a été réalisé en 2008.

En 2022, la commune comptait 3 040 habitants, en évolution de +1,71 % par rapport à 2016 (Nord : +0,51 %, France hors Mayotte : +2,11 %).
| 1793 | 1800 | 1806 | 1821  | 1831  | 1836  | 1841  | 1846  | 1851  |
| ---- | ---- | ---- | ----- | ----- | ----- | ----- | ----- | ----- |
| 830  | 860  | 926  | 1 107 | 1 302 | 1 295 | 1 291 | 1 290 | 1 312 |

| 1856  | 1861  | 1866  | 1872  | 1876  | 1881  | 1886  | 1891  | 1896  |
| ----- | ----- | ----- | ----- | ----- | ----- | ----- | ----- | ----- |
| 1 395 | 1 429 | 1 431 | 1 442 | 1 461 | 1 391 | 1 384 | 1 442 | 1 474 |

| 1901  | 1906  | 1911  | 1921  | 1926  | 1931  | 1936  | 1946  | 1954  |
| ----- | ----- | ----- | ----- | ----- | ----- | ----- | ----- | ----- |
| 1 618 | 1 558 | 1 576 | 1 515 | 1 570 | 1 613 | 1 633 | 1 587 | 1 768 |

| 1962  | 1968  | 1975  | 1982  | 1990  | 1999  | 2006  | 2008  | 2013  |
| ----- | ----- | ----- | ----- | ----- | ----- | ----- | ----- | ----- |
| 1 801 | 1 811 | 1 828 | 1 991 | 2 634 | 2 930 | 3 020 | 3 046 | 2 976 |

| 2018  | 2022  | - | - | - | - | - | - | - |
| ----- | ----- | - | - | - | - | - | - | - |
| 2 991 | 3 040 | - | - | - | - | - | - | - |

#### Pyramide des âges
La population de la commune est relativement jeune.
En 2018, le taux de personnes d'un âge inférieur à 30 ans s'élève à 31,8 %, soit en dessous de la moyenne départementale (39,5 %). À l'inverse, le taux de personnes d'âge supérieur à 60 ans est de 27,8 % la même année, alors qu'il est de 22,5 % au niveau départemental.
En 2018, la commune comptait 1 447 hommes pour 1 544 femmes, soit un taux de 51,62 % de femmes, légèrement inférieur au taux départemental (51,77 %).
Les pyramides des âges de la commune et du département s'établissent comme suit.
| Hommes | Classe d’âge | Femmes |
| ------ | ------------ | ------ |
| 0,1    | 90 ou +      | 0,7    |
| 7,6    | 75-89 ans    | 8,4    |
| 19,1   | 60-74 ans    | 19,6   |
| 23,6   | 45-59 ans    | 23,1   |
| 16,8   | 30-44 ans    | 17,4   |
| 15,1   | 15-29 ans    | 14,8   |
| 17,7   | 0-14 ans     | 16,1   |

| Hommes | Classe d’âge | Femmes |
| ------ | ------------ | ------ |
| 0,5    | 90 ou +      | 1,4    |
| 5,3    | 75-89 ans    | 8,1    |
| 14,8   | 60-74 ans    | 16,2   |
| 19,1   | 45-59 ans    | 18,4   |
| 19,5   | 30-44 ans    | 18,7   |
| 20,7   | 15-29 ans    | 19,1   |
| 20,2   | 0-14 ans     | 18     |

## Lieux et monuments
Cette petite ville est typique du département du Nord : une majorité de maisons basses en brique, qui rappellent son origine rurale, alternent avec de grandes demeures qui ont toutes pignon sur rue. Elle a pour caractéristique d'avoir un centre-ville étalé le long d'une route nationale reliant Lille à Tournai, communément appelée « route de Tournai ».
L'église de Chéreng possède un baptistère datant probablement du XIIe siècle. Quatre têtes byzantines lui donnent un cachet fort original (voir photos du fond et des têtes,,,,,). On y trouve également un cœur de plomb dont toute la valeur est celle du souvenir (il renferme le cœur d'un jeune seigneur de 17 ans, fils de l'illustre baron de Vuœrden) ; un calice du XVIIe siècle et une cloche à la danse macabre fort curieuse, datant de 1734, et portant les armoiries des donateurs, seigneurs de Chéreng de Carondelet-de Rasoir. L'église est également dotée d'un chemin de croix en 12 tableaux sur bois réalisés par l'artiste breton André Mériel-Bussy.
Sur la route nationale, à l'entrée de Chéreng, on peut voir un ancien relais de poste royale aux chevaux édifié en 1650 (la Hamaide), inscrit à l'inventaire des monuments historiques depuis 1951. L'histoire raconte que Louis XIV aurait séjourné dans cet endroit.
Chéreng est aussi connue pour le château de Montreul qui est maintenant la maison des chasseurs du Nord.

## Jumelages
Chéreng est jumelée avec la commune de East Peckham, dans le Kent, au Royaume-Uni.

## Pour approfondir